# It's Alive (album av Buckethead)
It's Alive är det trettioförsta studioalbumet av gitarristen Buckethead, även den första delen av Buckethead Pikes serien. Den är döpt efter kiosken inom Bucketheadland som säljer album som inte är tillgängliga i vanliga butiker. Det är för närvarande okänt hur många album som kommer ingå i serien.
Albumet tillkännagavs och släpptes 15 maj 2011 genom Bucketheads webbsida, vilket betyder att detta album är det första sedan Kaleidoscalp (2005) att annonseras genom webbsidan. 

## Låtlista
| Nr           | Titel                | Längd |
| ------------ | -------------------- | ----- |
| 1.           | Lebrontron           | 6:24  |
| 2.           | Tonka                | 3:18  |
| 3.           | Peeling Out          | 0:15  |
| 4.           | Barnyard Banties     | 2:29  |
| 5.           | Crack the Sky        | 5:08  |
| 6.           | The Hatch            | 4:01  |
| 7.           | Brooding Peeps       | 4:54  |
| 8.           | Picking the Feathers | 4:40  |
| Total längd: | Total längd:         | 31:11 |

## Lista över medverkandes
- Buckethead - Gitarr och bas
- Dan Monti - producent, programmering och bas
- Albert - producent
- Psticks - illustrationer